# Assemblée générale de l'Union astronomique internationale de 1964
12e assemblée générale de l'Union astronomique internationale
La 12e assemblée générale de l'Union astronomique internationale s'est tenue en août 1964 à Hambourg, en Allemagne de l'Ouest.